# نیکولت سپشی
نیکولت سپشی (به انگلیسی: Nikolett Szepesi) (زادهٔ ۱۱ سپتامبر ۱۹۸۷) شناگر اهل مجارستان است.